# Mike Davies
Michael Grenfell „Mike“ Davies (* 9. Januar 1936 in Swansea; † 2. November 2015) war ein britischer Tennisspieler und Unternehmer aus Wales.

## Karriere als Spieler
Im Jahr 1960 verlor Davies in Wimbledon zusammen mit seinem Landsmann Bobby Wilson das Finale in der Doppelkonkurrenz gegen den Mexikaner Rafael Osuna und den US-Amerikaner Dennis Ralston in drei Sätzen mit 7:5, 6:3 und 10:8. Darüber hinaus stand er in den Einzelfinals von San José 1958 und Gstaad 1960. In den Jahren 1957, 1959 und 1960 war er in der britischen Rangliste auf Platz eins geführt. Zwischen 1955 und 1960 bestritt Davies 16 Begegnungen für die britische Davis-Cup-Mannschaft. Er gewann 15 seiner 22 Einzelpartien sowie neun seiner 15 Doppelpartien.
Nach seinem Einzug ins Doppelfinale von Wimbledon nahm Davies ein Angebot über 4500 £ pro Jahr von Jack Kramer wahr, das ihn vom Dasein als Amateur zum Profisportler machte. Dies stand im Widerspruch zu den damaligen Regelungen der International Tennis Federation, die in ihren Wettbewerben keine Profispieler zuließ. Folgerichtig wurde Davies eine weitere Teilnahme im Davis Cup und bei Grand Slams untersagt. Davies führte fortan mit anderen Profispielern eigene Turniere durch und wurde der erste Sprecher einer frühen Spielervereinigung, die ein Vorreiter der heutigen ATP war. Auch die Vermarktung der Profiturniere gehörte zu seinen Aufgaben.
1967 beendete Davies zunächst seine aktive Laufbahn. Als in Wimbledon jedoch ab 1968 erstmals Profispieler zugelassen wurden, feierte Davies ein einmaliges Comeback. Zwischen den Championships 1960 und 1968 lagen damit zwölf Grand Slams, die Davies während seiner Sperre verpasst hatte.

## Karriere als Unternehmer
Nach seiner aktiven Laufbahn betätigte sich Mike Davies im Funktionärsumfeld. So wurde er von der frühen World Championship Tennis-Tour unter Vertrag genommen, als deren Geschäftsführer er 13 Jahre lang wirkte. Ihm sind viele Innovationen und Neuregelungen rund um den Tennissport zuzurechnen, um den Sport zu modernisieren. Dazu zählen etwa farbige Spielbälle und die Einführung des Tie-Breaks. Sein größter Erfolg war ein TV-Vertrag mit NBC, der Tennis erstmals den breiten Massen im Fernsehen zugänglich machte. Von 1981 bis 1984 arbeitete Davies für die ATP als Geschäftsführer und führte sie vom nahenden Bankrott hin zu einem handlungsfähigen Verband. Ab 1987 arbeitete Davies für die ITF als Marketing Direktor und zeichnete für die Verdreifachung der Sponsorengelder und TV-Einnahmen, die der ITF zuflossen, verantwortlich. In dieser Zeit gründete er auch den Grand Slam Cup.
1995 ging Davies in den Ruhestand bei der ITF, aber betätigte sich weiterhin als Turnierdirektor des ehemaligen ATP-Turniers von New Haven. Im Jahr 2012 wurde Davies für seine Verdienste um die ATP und die ITF in die International Tennis Hall of Fame aufgenommen.